# Nikeata Thompson

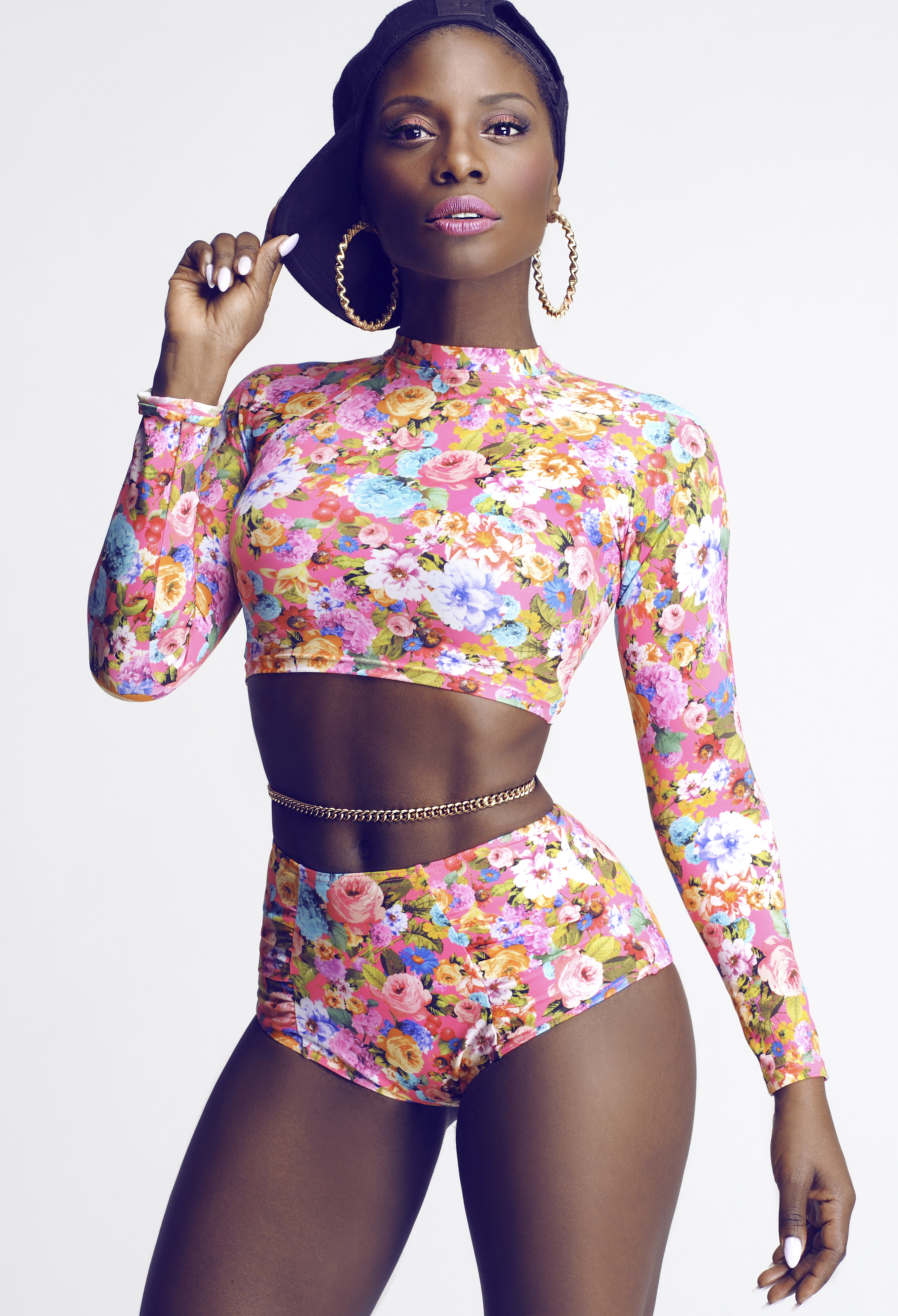
Nikeata Thompson (2014)

Nikeata Thompson [nɪˈkiːtə ˈtɒmpsən] (* 14. August 1980 in Birmingham) ist eine deutsch-britische Choreografin, Schauspielerin, Moderatorin und ehemalige Tänzerin.

## Leben
Nikeata Thompson hat jamaikanische Vorfahren, wurde 1980 in England geboren und kam mit sechs Jahren nach Deutschland. Bis zu ihrem 19. Lebensjahr war sie Leichtathletin. Im Alter von 16 Jahren begann sich Thompson für das Tanzen zu interessieren. 2001 wurde sie, die nie eine Tanzschule besuchte, wegen ihres guten Rhythmusgefühls als Background-Tänzerin gebucht. Aufgrund des Erfolges begann Thompson, sich stärker mit Tanz auseinanderzusetzen, und wurde zwei Jahre später von der Berliner Gruppe Seeed entdeckt.
2005 wurde sie von Constanza Macras’ Tanzensemble Dorky Park als Tänzerin engagiert. Nachdem sie fünf Jahre lang ein fester Bestandteil des Tour-Bühnenprogramms war, folgten Auftritte mit weiteren Künstlern, wie zum Beispiel Jan Delay, Lena Meyer-Landrut und Frida Gold. 2011 gründete Thompson eine Agentur für Tänzer.
2013 und 2014 war sie Jurymitglied der Tanz-Castingshow Got to Dance im Fernsehprogramm von ProSieben und Sat.1, im Herbst 2015 der Kinder-Tanz-Castingshow Got to Dance Kids bei Sat.1 und 2018/2019 bei Masters of Dance.
2019 moderierte sie die HYPE Awards und wurde unter anderem für den schwarzen Blitz gefeiert.
In ihrer Autobiographie Schwarz auf Weiß, die 2021 auf der Spiegel-Bestsellerliste stand, setzt sie sich für mehr Selbstliebe, Body Positivity, Sichtbarkeit von People of Color und Vielfalt in der Gesellschaft ein.

## Filmografie (Auswahl)
- 2010: Neukölln Unlimited
- 2011: Lollipop Monster
- 2011: Eurovision Song Contest 2011
- 2013–2014: Got to Dance (TV-Show, als Jurymitglied)
- 2015: Got to Dance Kids (TV-Show, als Jurymitglied)
- 2016: Deutschland tanzt (TV-Show, als Expertin)[10]
- seit 2017: Germany’s Next Topmodel (TV-Show, als Laufstegcoach, Gastjurorin)
- seit 2018: Spotlight (Cameo-Auftritte)
- 2018: Masters of Dance (TV-Show, als Jurymitglied)
- 2021: Die Tänzerin und der Gangster (Spielfilm)
- 2021: Krause kommt! – Über Nacht bei Nikeata Thompson (SWR 2021)
- 2021: Joko & Klaas gegen ProSieben (Gastauftritte)
- 2023: RoleModels (Dokumentarfilm)
- 2024: Chantal im Märchenland
- 2024: Pauline (Miniserie)
- 2024: Where’s Wanda? (Fernsehserie)